# Жапар
Жапар (рум. Jepar) — правый приток реки Когильник, расположенный на территории Чимишлийского района (Молдавия).

## География
Длина — 10 км. Площадь бассейна — 49,6 км². Русло реки (отметки уреза воды) в среднем течении (нижнее водохранилище) находится на высоте 94,1 м над уровнем моря. Русло в приустьевой части выпрямлено в канал (канализировано) с двухсторонней дамбой, между нижнем водохранилищем и каналом русло пересыхает. Пойма заболоченная с прибрежно-водной растительностью. На реке создано три водохранилища.
Берёт начало от двух ручьёв (при впадении балки Ялпужень в балку Екатериновская), при слиянии, которых создано водохранилище, северо-западнее города Чимишлия. Река течёт в балке Екатериновская на юго-восток. Впадает в реку Когильник (на 161-м км от её устья) на севере города Чимишлия.
Притоки: (от истока к устью) нет крупных.
Населённые пункты (от истока к устью):
1. Чимишлия